# Harmon Northrop Morse
Harmon Northrop Morse (15 octobre 1848 - 8 septembre 1920) est un chimiste américain connu pour la synthèse du paracétamol.
Il a reçu la médaille Avogadro en 1916 pour son étude de la pression osmotique et la création de l'équation de Morse qui permet de l'estimer,.